# Fort Montgomery (New York)
Pour l’article homonyme, voir Fort Montgomery.
Fort Montgomery est une census-designated place du comté d'Orange, dans l'État de New York, aux États-Unis,. En 2020, elle compte une population de 1 627 habitants.